# UEFA Futsal Champions League 2022-2023 - Turno preliminare

## Sorteggio
Il sorteggio per i turni preliminare e principale si è tenuto il 7 luglio alle 14:30 CEST a Nyon. Si qualificano al turno principale le prime classificate di ogni girone. Le 32 squadre sono state divise in 4 fasce in base al coefficiente per club.
La procedura di sorteggio prevedeva 5 urne: la prima conteneva le squadre ospitanti, sorteggiate per prime e inserite nei gruppi in ordine di uscita e nella loro fascia di riferimento, dopodiché sono state sorteggiate le rimanenti squadre di quarta fascia, contenute nell'urna n°2, per poi proseguire con le squadre di terza, seconda e, infine, prima fascia.
| Urna 1 (ospitanti) | Urna 2 (4ª fascia)                                                                                                | Urna 3 (3ª fascia)                                                         | Urna 4 (2ª fascia)                          | Urna 5 (1ª fascia)                                                                 |
| --- | --- | -------------------------------------------------------------------------- | ------------------------------------------- | ---------------------------------------------------------------------------------- |
| - - Minerva (1ª fascia) - Yerevan FC (1ª fascia) - Doukas (2ª fascia) - Stuttgarter (2ª fascia) - Fortuna WNSC (2ª fascia) - Titograd (2ª fascia) - Cosmos Tallinn (3ª fascia) - Tirana (3ª fascia) | - - Şişli - FC Cardiff - ASA Technion Haifa - Amigo Northwest - Europa FC - Folgore - Belfast United - Ísbjörninn | - - Örebro - Nistru-Chișinău - Petrow - PYF Saltires - Encamp - Vesterålen | - - Helvecia - Loznica - Blue Magic - APOEL | - - KaDy - Georgians Tbilisi - Gentofte - Lučenec - Piast Gliwice - Differdange 03 |

## Risultati
Le gare si svolgeranno tra il 24 e il 28 agosto 2022. (H) indica la squadra ospitante. Gli orari indicati sono CEST, come indicato dall'UEFA. Gli orari locali, se differenti, sono indicati tra parentesi.

### Gruppo A
| Squadra      | P.ti | G | V | N | P | GF | GS | DR  |
| ------------ | ---- | - | - | - | - | -- | -- | --- |
| KaDy         | 9    | 3 | 3 | 0 | 0 | 30 | 3  | +27 |
| Titograd (H) | 6    | 3 | 2 | 0 | 1 | 14 | 4  | +10 |
| Encamp       | 3    | 3 | 1 | 0 | 2 | 7  | 16 | -9  |
| Ísbjörninn   | 0    | 3 | 0 | 0 | 3 | 3  | 31 | -28 |

| Arbitri: | Daniel Stauber Done Ristovski Besar Beqiri |
| Crono:   | Vukic Femic                                |

| |           |  |
| Italo 5'23'’, 33'59'’, 34'31'’ Newton 7'31'’, 13'05'’, 30'43'’, 39'16'’ Filppu 10'36'’, 25'38'’ J. Intala 15'53'’, 30'11'’, 36'36'’, 36'54'’ Lintula 21'17'’, 29'14'’, 35'08'’ M. Kytölä 24'40'’ | Marcatori |  |

| Arbitri: | Kaloyan Kirilov Besar Beqiri Done Ristovski |
| Crono:   | Vukic Femic                                 |

|  |           |                                                                      |
|  | Marcatori | 3'49'’ Cimbaljevic 6'50'’ Milicic 8'11'’ Markovic 31'55'’ Il. Mugoša |

| Arbitri: | Besar Beqiri Daniel Stauber Kaloyan Kirilov |
| Crono:   | Vukic Femic                                 |

|                       |           | |
| Lolich Vargas 19'02'’ | Marcatori | 0'47'’, 15'11'’, 22'14'’, 29'07'’ J. Intala 7'26'’ J. Kytölä 9'55'’ Lintula 14'35'’, 24'51'’ Newton 33'34'’, 37'12'’ Italo |

| Arbitri: | Done Ristovski Kaloyan Kirilov Daniel Stauber |
| Crono:   | Vukic Femic                                   |

| |           |                       |
| Efovic 1'26'’ Cimbaljevic 7'44'’ Vukčević 8'47'’ Markovic 12'30'’, 23'23'’, 30'06'’ Savovic 16'29'’ Obradović 16'56'’ | Marcatori | 20'19'’ Magalaes Dias |

| Arbitri: | Daniel Stauber Besar Beqiri Kaloyan Kirilov |
| Crono:   | Vukic Femic                                 |

|                                           |           | |
| Olguín González 4'50'’ Hafliðason 33'51'’ | Marcatori | 18'17'’ Lolich Vargas 19'00'’, 38'42'’ Carrillo Iglesias 21'12'’ Barbosa 27'27'’ Troitiño Gras 35'53'’ Alves |

| Arbitri: | Done Ristovski Kaloyan Kirilov Besar Beqiri |
| Crono:   | Vukic Femic                                 |

|                          |           |                                                   |
| Markovic 9'15'’, 31'56'’ | Marcatori | 14'14'’ Italo 16'24'’ J. Intala 39'44'’ M. Kytölä |

### Gruppo B
| Squadra          | P.ti | G | V | N | P | GF | GS | DR |
| ---------------- | ---- | - | - | - | - | -- | -- | -- |
| Gentofte         | 7    | 3 | 2 | 1 | 0 | 15 | 7  | +7 |
| Fortuna WNSC (H) | 6    | 3 | 2 | 0 | 1 | 14 | 6  | +8 |
| Amigo Northwest  | 3    | 3 | 1 | 0 | 2 | 7  | 16 | -9 |
| PYF Saltires     | 1    | 3 | 0 | 1 | 2 | 2  | 8  | -6 |

| Arbitri: | Arman Alaberkyan Turekhan Tursumbayev Besart Ismajli |
| Crono:   | Lukas Orler                                          |

| |           |                                                       |
| Rasmussen 2'43'’ Hansen 10'21'’, 35'53'’, 36'27'’ Veis 12'09'’ Sorensen 17'27'’, 18'44'’, 33'46'’ Fogt 23'48'’, 36'59'’ | Marcatori | 1'33'’, 26'57'’ Dobrichov 8'29'’ Tmenov 14'14'’ Kuzov |

| Arbitri: | Arttu Kyynaeraeinen Besart Ismajli Turekhan Tursumbayev |
| Crono:   | Lukas Orler                                             |

|               |           |                                                                 |
| Smith 26'52'’ | Marcatori | 8'22'’ Jatic 18'00'’, 32'26'’, 34'35'’ Meitz 30'30'’ Radmilović |

| Arbitri: | Besart Ismajli Arman Alaberkyan Arttu Kyynaeraeinen |
| Crono:   | Lukas Orler                                         |

|                 |           |                   |
| Aloulou 37'58'’ | Marcatori | 13'47'’ Johansson |

| Arbitri: | Turekhan Tursumbayev Arttu Kyynaeraeinen Arman Alaberkyan |
| Crono:   | Lukas Orler                                               |

| |           |                 |
| Radmilović 3'24'’ Bajrami 6'57'’ (rig.) Meitz 7'46'’ (rig.), 23'48'’ Pavlov 21'13'’ (aut.) Leeb 22'53'’ | Marcatori | 38'28'’ Velchev |

| Arbitri: | Arman Alaberkyan Arttu Kyynaeraeinen Besart Ismajli |
| Crono:   | Lukas Orler                                         |

|                                |           |  |
| Tmenov 29'02'’ Stoykov 38'51'’ | Marcatori |  |

| Arbitri: | Turekhan Tursumbayev Besart Ismajli Arttu Kyynaeraeinen |
| Crono:   | Lukas Orler                                             |

|                                      |           |                                                        |
| Radmilović 10'34'’, 28'35'’, 32'07'’ | Marcatori | 23'29'’ Hansen 32'54'’, 35'52'’ Veis 38'28'’ Rasmussen |

### Gruppo C
| Squadra        | P.ti | G | V | N | P | GF | GS | DR  |
| -------------- | ---- | - | - | - | - | -- | -- | --- |
| Petrow         | 6    | 3 | 2 | 0 | 1 | 21 | 12 | +9  |
| Helvecia       | 6    | 3 | 2 | 0 | 1 | 28 | 14 | +14 |
| Yerevan FC (H) | 6    | 3 | 2 | 0 | 1 | 25 | 12 | +13 |
| Europa FC      | 0    | 3 | 0 | 0 | 3 | 2  | 38 | -36 |

| Arbitri: | Igor Puzović Ademir Avdic Bogdan Hanceariuc |
| Crono:   | Mihran Kudoyan                              |

| |           |  |
| Tijerin Lopez 0'53'’, 10'15'’, 10'54'’ Ribeiro 2'14'’, 28'03'’ Moreira 2'53'’, 19'01'’, 33'39'’ Restrepo 4'47'’, 6'19'’, 33'05'’ Braga 14'02'’ Ferras 23'10'’ Inacio De Paiva 26'58'’ Rangel Sampaio 35'47'’ | Marcatori |  |

| Arbitri: | Ivo Tsenov Bogdan Hanceariuc Ademir Avdic |
| Crono:   | Mihran Kudoyan                            |

|                                                                                                 |           |                                     |
| Kozlovskis 10'46'’, 19'52'’ Kuzmin 11'20'’, 36'34'’ Mik. Babris 14'35'’, 34'37'’ Rimkus 25'38'’ | Marcatori | 1'29'’ G. Sargsyan 4'43'’ Mashumyan |

| Arbitri: | Bogdan Hanceariuc Igor Puzović Ivo Tsenov |
| Crono:   | Mihran Kudoyan                            |

| |           | |
| Kuzmin 7'09'’, 22'41'’ Kozlovskis 11'02'’ Mhitarjans 14'37'’ Ribeiro 15'22'’ (aut.) Mik. Babris 30'03'’ | Marcatori | 1'47'’, 10'38'’ Moreira 14'07'’ Ribeiro 14'54'’, 19'22'’, 39'59'’ Tijerin Lopez 27'51'’, 35'39'’ Dju 38'44'’ Dimar |

| Arbitri: | Ademir Avdic Ivo Tsenov Igor Puzović |
| Crono:   | Mihran Kudoyan                       |

| |           |                |
| Aslanian 0'31'’, 28'06'’ Mashumyan 3'21'’, 29'36'’, 36'23'’ Davidyan 4'42'’, 5'21'’, 19'51'’ Patatyan 6'56'’, 13'16'’, 22'00'’ Melikyan 14'53'’ (rig.) A. Sargsyan 19'30'’ Mikayelyan 24'57'’ Tumbaryan 35'27'’ | Marcatori | 24'43'’ Fraile |

| Arbitri: | Ivo Tsenov Igor Puzović Ademir Avdic |
| Crono:   | Mihran Kudoyan                       |

|                      |           | |
| Doña Morales 38'52'’ | Marcatori | 0'52'’ Kuzmin 8'22'’, 22'42'’ Kozlovskis 21'19'’ Seņs 22'51'’, 24'54'’ Rimkus 33'13'’ Babris 39'24'’ Mik. Babris |

| Arbitri: | Bogdan Hanceariuc Ademir Avdic Igor Puzović |
| Crono:   | Mihran Kudoyan                              |

| |           |                                                               |
| Melikyan 1'31'’, 35'39'’ Dermenjyan 10'05'’ Mashumyan 22'21'’ A. Sargsyan 31'02'’ Tumbaryan 34'36'’, 34'56'’ Galstyan 39'47'’ | Marcatori | 6'10'’ Ribeiro 27'42'’, 39'56'’ Moreira 34'15'’ (rig.) Ferras |

### Gruppo D
| Squadra     | P.ti | G | V | N | P | GF | GS | DR  |
| ----------- | ---- | - | - | - | - | -- | -- | --- |
| Loznica     | 9    | 3 | 3 | 0 | 0 | 30 | 6  | +24 |
| Minerva (H) | 6    | 3 | 2 | 0 | 1 | 12 | 8  | +4  |
| Vesterålen  | 3    | 3 | 1 | 0 | 2 | 12 | 12 | 0   |
| Folgore     | 0    | 3 | 0 | 0 | 3 | 3  | 31 | -28 |

| Arbitri: | Hikmat Qafarli Mantas Pomeckis Gordon McCabe |
| Crono:   | Marco Rothenfluh                             |

| |           |                    |
| Kocić 1'35'’, 17'21'’, 31'45'’ Perić 3'10'’ Dandan Souza 10'07'’ Taborda dos Santos 12'45'’, 14'50'’ Avramović 13'34'’ Stojković 18'35'’, 27'39'’, 30'23'’ Milosavljević 19'21'’, 39'50'’ Ristanović 26'22'’ Ramić 29'59'’ Rosić 30'56'’ Janjić 31'38'’ | Marcatori | 23'34'’ Pellegrini |

| Arbitri: | Idan Berenshtein Gordon McCabe Mantas Pomeckis |
| Crono:   | Marco Rothenfluh                               |

|                                  |           |                                                     |
| Grunnvoll 4'11'’ Løvland 38'00'’ | Marcatori | 29'25'’, 32'10'’ Aguiar 32'00'’ (aut.) A. Jørgensen |

| Arbitri: | Gordon McCabe Hikmat Qafarli Idan Berenshtein |
| Crono:   | Denys Greder                                  |

|                                        |           | |
| Grunnvoll 18'31'’ A. Jørgensen 28'03'’ | Marcatori | 6'36'’, 32'39'’ Taborda dos Santos 9'17'’ Dandan Souza 12'04'’, 31'25'’ Janjić 26'31'’ (aut.) Halvorsen 30'08'’ Kocić 30'37'’ (aut.) Aloyseous 38'45'’ Stojković |

| Arbitri: | Mantas Pomeckis Idan Berenshtein Hikmat Qafarli |
| Crono:   | Denys Greder                                    |

|                                                                                           |           |                                     |
| Vítor Hugo 11'47'’, 19'38'’, 33'33'’ Neves Machado 12'53'’, 19'18'’ Marcoyannakis 37'29'’ | Marcatori | 23'06'’ Pellegrini 29'02'’ Bernardi |

| Arbitri: | Mantas Pomeckis Hikmat Qafarli Gordon McCabe |
| Crono:   | David Schaerli                               |

|  |           | |
|  | Marcatori | 0'34'’ Grunnvoll 14'07'’ Halvorsen 24'20'’ Henriksen 25'36'’, 35'51'’ Berglann 28'45'’ M. Jørgensen 33'20'’ A. Jørgensen 39'07'’ Aloyseous |

| Arbitri: | Idan Berenshtein Gordon McCabe Hikmat Qafarli |
| Crono:   | David Schaerli                                |

|                                       |           |                                                               |
| Gajser 4'36'’ Aguiar 13'18'’, 39'51'’ | Marcatori | 14'37'’, 31'42'’ Kocić 17'48'’ Avramović 33'08'’ Dandan Souza |

### Gruppo E
| Squadra            | P.ti | G | V | N | P | GF | GS | DR  |
| ------------------ | ---- | - | - | - | - | -- | -- | --- |
| Piast Gliwice      | 7    | 3 | 2 | 1 | 0 | 12 | 2  | +10 |
| Doukas (H)         | 7    | 3 | 2 | 1 | 0 | 14 | 6  | +8  |
| Nistru-Chișinău    | 3    | 3 | 1 | 0 | 2 | 10 | 10 | 0   |
| ASA Technion Haifa | 0    | 3 | 0 | 0 | 3 | 2  | 20 | -18 |

| Arbitri: | Maksim Dzeikala Martin Matula Mariia Myslovska |
| Crono:   | Nikolaos-Andreas Pachakis                      |

|                                                                                             |           |  |
| Elbaz 24'55'’ (aut.) Martins Graca 25'51'’ Bertoline Dendal Rosa 34'47'’ Lazzaretti 38'18'’ | Marcatori |  |

| Arbitri: | Jagnar Jakobson Mariia Myslovska Martin Matula |
| Crono:   | Nikolaos-Andreas Pachakis                      |

|                                   |           |                                                                         |
| Adam 21'56'’ Pedro 35'34'’ (aut.) | Marcatori | 9'35'’ Victor Vieira 13'00'’ Kontogeorgis 15'56'’ Pedro 39'24'’ Martins |

| Arbitri: | Mariia Myslovska Maksim Dzeikala Jagnar Jakobson |
| Crono:   | Nikolaos-Andreas Pachakis                        |

|  |           | |
|  | Marcatori | 4'22'’ Teixeira Drummond Lanza 6'40'’ Mrowiec 14'17'’ Śmiałkowski 33'28’, 39'52'’ Lazzaretti 34'38'’ (aut.) Capsamun |

| Arbitri: | Martin Matula Jagnar Jakobson Maksim Dzeikala |
| Crono:   | Nikolaos-Andreas Pachakis                     |

| |           |                               |
| Martins 10'58'’, 19'23'’, 38'54'’ Ensi 18'08'’ Pedro 19'35'’ Tsinas 19'54'’, 34'24'’ Laerto 25'40'’ | Marcatori | 4'41'’ Moussa 10'25'’ Ibrahim |

| Arbitri: | Mariia Myslovska Jagnar Jakobson Martin Matula |
| Crono:   | Nikolaos-Andreas Pachakis                      |

|  |           | |
|  | Marcatori | 0'47'’ Tacot 3'51'’ Timpeu 13'34'’, 32'20'’ Remenets 14'16'’, 39'21'’ Hasyuk 25'40'’ Adam 36'44'’ Coval |

| Arbitri: | Maksim Dzeikala Martin Matula Jagnar Jakobson |
| Crono:   | Nikolaos-Andreas Pachakis                     |

|                                 |           |                                        |
| Tsinas 5'43'’ Kondylatos 6'58'’ | Marcatori | 2'31'’ Nunes Cadini 9'23'’ Śmiałkowski |

### Gruppo F
| Squadra           | P.ti | G | V | N | P | GF | GS | DR  |
| ----------------- | ---- | - | - | - | - | -- | -- | --- |
| Örebro            | 9    | 3 | 3 | 0 | 0 | 17 | 7  | +10 |
| Georgians Tbilisi | 6    | 3 | 2 | 0 | 1 | 14 | 11 | +3  |
| Stuttgarter       | 3    | 3 | 1 | 0 | 2 | 7  | 8  | -1  |
| Şişli (H)         | 0    | 3 | 0 | 0 | 3 | 9  | 21 | -12 |

| Arbitri: | Knyaz Amiraslanov Drazen Vukcevic Carl Hughes |
| Crono:   | Ugur Cakmak                                   |

|                                                             |           |                                                                                           |
| Kurdadze 16'26'’ Khechikashvili 35'47'’ Gabrichidze 38'43'’ | Marcatori | 9'20'’, 27'39'’ José Adalberto Junior 13'03'’ Dias Alves 24'24'’ Rastoder 26'07'’ Berisha |

| Arbitri: | Raafat Al Hamola Carl Hughes Drazen Vukcevic |
| Crono:   | Ugur Cakmak                                  |

|                                                                                  |           |                                |
| Džindić 7'39'’ Bezirgan 12'52'’ (aut.) Konstantinos 21'46'’ Aksentijević 34'41'’ | Marcatori | 35'06'’ Altunay 36'52'’ Keskin |

| Arbitri: | Carl Hughes Knyaz Amiraslanov Raafat Al Hamola |
| Crono:   | Ugur Cakmak                                    |

|                          |           |                                                              |
| Džindić 28'39'’, 35'26'’ | Marcatori | 11'01'’, 35'01'’ Gabrichidze 28'13'’ Maisaia 39'27'’ Kekelia |

| Arbitri: | Drazen Vukcevic Raafat Al Hamola Knyaz Amiraslanov |
| Crono:   | Ugur Cakmak                                        |

|                                                  |           | |
| Vardar 4'33'’ Yiğit 16'46'’ (rig.) Çamcı 39'17'’ | Marcatori | 0'25'’, 25'16'’ Dias Alves 3'29'’, 4'46'’, 7'22'’ José Adalberto Junior 18'16'’ Erik 25'36'’, 38'25'’ Mieli 32'06'’ Hussein Fawaz 35'34'’ Skovin |

| Arbitri: | Knyaz Amiraslanov Drazen Vukcevic Carl Hughes |
| Crono:   | Ugur Cakmak                                   |

|                                         |           |                |
| Erik 0'22'’ (rig.) Mieli 38'53'’ (rig.) | Marcatori | 13'47'’ Ljubić |

| Arbitri: | Raafat Al Hamola Carl Hughes Drazen Vukcevic |
| Crono:   | Ugur Cakmak                                  |

|                                                           |           | |
| Ozkul 8'27'’ (rig.), 32'03'’ Yiğit 23'32'’ Akkaya 39'56'’ | Marcatori | 0'39'’ Todua 1'03'’, 18'09'’ Kurdadze 3'26'’ Kekelia 16'32'’ Terunashvili 23'48'’ Maisaia 24'10'’ Khechikashvili |

### Gruppo G
| Squadra        | P.ti | G | V | N | P | GF | GS | DR  |
| -------------- | ---- | - | - | - | - | -- | -- | --- |
| Differdange 03 | 9    | 3 | 3 | 0 | 0 | 24 | 4  | +20 |
| Tirana (H)     | 6    | 3 | 2 | 0 | 1 | 23 | 6  | +17 |
| APOEL          | 3    | 3 | 1 | 0 | 2 | 10 | 16 | -6  |
| Belfast United | 0    | 3 | 0 | 0 | 3 | 4  | 35 | -31 |

| Arbitri: | Jiri Bergs Monika Czudzinowicz George Jansizian |
| Crono:   | Kreshnik Hakrama                                |

| |           |  |
| Rejala 6'47'’, 32'00'’ Oliveira Garrido 11'13'’ De Azevedo e Silva 11'43'’, 36'35'’ De Sa Lima Torres 15'51'’, 38'16'’ Martinez 18'46'’ Gomes Unjanque 22'13'’, 36'55'’ Teka 26'36'’ Gouveia Costa 28'33'’, 32'29'’ | Marcatori |  |

| Arbitri: | Filip Nesnera George Jansizian Monika Czudzinowicz |
| Crono:   | Kreshnik Hakrama                                   |

|                                  |           |                                                               |
| Alaj 16'00'’ (aut.) Goes 31'38'’ | Marcatori | 5'00'’, 19'08'’ Pishtani 7'33'’ Nishori 15'31'’, 21'18'’ Alaj |

| Arbitri: | George Jansizian Jiri Bergs Filip Nesnera |
| Crono:   | Kreshnik Hakrama                          |

|              |           | |
| Goes 15'16'’ | Marcatori | 4'01'’ (aut.) Omirou 8'21'’, 32'18'’ Rejala 13'13'’, 16'51'’ (rig.), 39'50'’ De Sa Lima Torres 15'00'’ Gouveia Costa |

| Arbitri: | Monika Czudzinowicz Filip Nesnera Jiri Bergs |
| Crono:   | Kreshnik Hakrama                             |

| |           |  |
| Alaj 1'18'’, 18'02'’ Selmanaj 2'36'’, 19'29'’ Kaca 3'36'’, 19'15'’, 23'24'’, 31'40'’ Nishori 6'10'’ Gjoni 9'19'’ Qerimi 14'46'’, 30'17'’ Pishtani 38'44'’ Kosova 39'03'’, 39'54'’ | Marcatori |  |

| Arbitri: | Monika Czudzinowicz George Jansizian Filip Nesnera |
| Crono:   | Kreshnik Hakrama                                   |

|                                                                              |           | |
| Dougherty-Leathem 1'32'’ Gibson 11'56'’ McKinstry 14'02'’ Glenholmes 20'28'’ | Marcatori | 4'12'’, 24'26'’ Vassiliou 6'43'’, 30'38'’ Omirou 25'46'’ Dionisiou 29'21'’ Pericleous 35'34'’ Kokkinos |

| Arbitri: | Jiri Bergs Filip Nesnera George Jansizian |
| Crono:   | Kreshnik Hakrama                          |

|                                       |           |                                                                   |
| Selmanaj 7'56'’ Alaj 11'34'’, 22'53'’ | Marcatori | 27'58'’, 28'33'’ Rejala 29'17'’ Martinez 37'47'’ Oliveira Garrido |

### Gruppo H
| Squadra            | P.ti | G | V | N | P | GF | GS | DR  |
| ------------------ | ---- | - | - | - | - | -- | -- | --- |
| Lučenec            | 9    | 3 | 3 | 0 | 0 | 13 | 7  | +6  |
| Cosmos Tallinn (H) | 6    | 3 | 2 | 0 | 1 | 18 | 8  | +10 |
| Blue Magic         | 3    | 3 | 1 | 0 | 2 | 14 | 11 | +3  |
| FC Cardiff         | 0    | 3 | 0 | 0 | 3 | 4  | 23 | -19 |

| Arbitri: | Darko Boskovic Joern Te Kloeze Murat Colak |
| Crono:   | Grigori Ošomkov                            |

|                                                                                                |           |                                                 |
| Směřička 6'30'’ Prgomet 7'42'’ Greško 13'36'’ Brunovský 25'23'’ Grcić 26'42'’ Čeřovský 31'56'’ | Marcatori | 0'35'’ (rig.), 18'14'’ Maynard 37'07'’ McDowell |

| Arbitri: | Péter Zimonyi Murat Colak Joern Te Kloeze |
| Crono:   | Grigori Ošomkov                           |

|                                                     |           | |
| Saldanha 19'57'’ Byrne 26'07'’ Lemes Soares 35'36'’ | Marcatori | 6'55'’, 18'54'’, 28'58'’ Reyes 7'33'’, 8'58'’, 26'57'’ Alexander Moreno 19'38'’ Lebid 25'26'’ Molero |

| Arbitri: | Murat Colak Darko Boskovic Péter Zimonyi |
| Crono:   | Grigori Ošomkov                          |

|               |           |                               |
| Byrne 37'01'’ | Marcatori | 13'22'’ Čeřovský 25'18'’ Bačo |

| Arbitri: | Joern Te Kloeze Péter Zimonyi Darko Boskovic |
| Crono:   | Grigori Ošomkov                              |

| |           |  |
| Lebid 4'02'’ Tšernei 13'24'’ Molero 16'09'’ Vnukov 29'09'’ Alexander Moreno 30'50'’ Babjak 36'45'’ Poddubnyi 39'48'’ | Marcatori |  |

| Arbitri: | Péter Zimonyi Joern Te Kloeze Murat Colak |
| Crono:   | Grigori Ošomkov                           |

|                |           | |
| Maynard 1'28'’ | Marcatori | 0'15'’ Byrne 3'33'’, 23'07'’, 27'35'’ Cunha 19'47'’, 27'03'’, 27'51'’ Micoski Lucas 26'39'’, 27'13'’ Lemes Soares 39'52'’ Dos Santos |

| Arbitri: | Darko Boskovic Murat Colak Joern Te Kloeze |
| Crono:   | Grigori Ošomkov                            |

|                                              |           |                                                                      |
| Tšernei 0'54'’ Reyes 24'05'’ Sorokin 36'24'’ | Marcatori | 1'08’, 33'18'’ Greško 7'37'’ (rig.), 37'09'’ Prgomet 27'34'’ Leovski |